# Millicent (Australia)
Millicent è una città dell'Australia Meridionale (Australia); essa si trova 400 chilometri a sud-est di Adelaide ed è la sede della Municipalità di Wattle Range. Al censimento del 2006 contava 4 771 abitanti.